# Донегол (графство)
Донеґол (англ. Donegal, ірл. Dún na nGall) — гористе графство на північному заході острова Ірландії, входить до складу Республіки Ірландія, оточене з трьох боків Атлантичним океаном; площа становить 4830 км²; населення — 127900 (1991 рік), 161137 (2011 рік).

## Адміністративний поділ
Входить до складу провінції Ольстер на території Республіки Ірландії. Столиця — Ліффорд; торговельне місто і порт Донеґола на початку Донеґольської затоки на південному заході.

## Економіка
Комерційна діяльність в графстві представлена вирощуванням овець і великої рогатої худоби, виробництвом твіду і льону, морським рибальством. Гідротехнічний проєкт на річці Ерна (1952) призвів до будівництва великих електростанцій у Баллішенноні.

### Найбільші міста та містечка (2011)
| Місто                | Населення (2011) |
| -------------------- | ---------------- |
| Леттеркенні          | 19,588           |
| Банкрана             | 7,199            |
| Баллібофі-Странорлар | 4,852            |
| Донегол              | 2,607            |
| Карндона             | 2,534            |
| Баллішанон           | 2,504            |
| Бандоран             | 2,140            |
| Ліффорд              | 1,658            |
| Банбег/Деррібег      | 1,553            |
| Мілфорд              | 1,530            |
| Мовілл               | 1,481            |
| Конвой               | 1,438            |
| Кіллібегс            | 1,297            |
| Мафф                 | 1,271            |
| Рамелтон             | 1,212            |
| Дангло               | 1,183            |
| Рафо                 | 1,157            |
| Ньютаун Каннінгем    | 1,067            |

### Села
- Браклес, Брідженд